# أدولف فيليب
أدولف فيليب (بالإنجليزية: Adolf Philipp)‏ هو كاتب أغاني وملحن ومخرج وشاعر أمريكي، ولد في 29 يناير 1864، وتوفي في 30 يوليو 1936.

## وصلات خارجية
- أدولف فيليب على موقع IMDb (الإنجليزية)
- أدولف فيليب على موقع ميوزك برينز (الإنجليزية)
- أدولف فيليب على موقع قاعدة بيانات برودواي على الإنترنت (الإنجليزية)
- أدولف فيليب على موقع ديسكوغز (الإنجليزية)